# 岡山県の鉄道駅一覧
岡山県の鉄道駅一覧 （おかやまけんのてつどうえきいちらん） とは、岡山県の鉄道駅の一覧である。

## JR西日本（西日本旅客鉄道） West Japan Railway Company

### 山陽新幹線 Sanyo Shinkansen
- （兵庫県、 from Hyogo Prefecture）
- 岡山駅 おかやま Okayama
- 新倉敷駅 しんくらしき Shin-Kurashiki
- （広島県、 to Hiroshima Prefecture）

### 山陽本線 Sanyo Main Line
- （兵庫県、 from Hyogo Prefecture）
- 三石駅 みついし Mitsuishi
- 吉永駅 よしなが Yoshinaga
- 和気駅 わけ Wake
- 熊山駅 くまやま Kumayama
- 万富駅 まんとみ Mantomi
- 瀬戸駅 せと Seto
- 上道駅 じょうとう Joutou, Jōtō
- 東岡山駅 ひがしおかやま Higashi-Okayama
- 高島駅 たかしま Takashima
- 岡山駅 おかやま Okayama
- 北長瀬駅 きたながせ Kitanagase
- 庭瀬駅 にわせ Niwase
- 中庄駅 なかしょう Nakashō
- 倉敷駅 くらしき Kurashiki
- 西阿知駅 にしあち Nishiachi
- 新倉敷駅 しんくらしき Shin-Kurashiki
- 金光駅 こんこう Konkō
- 鴨方駅 かもがた Kamogata
- 里庄駅 さとしょう Satoshō
- 笠岡駅 かさおか Kasaoka
- （広島県、 to Hiroshima Prefecture）

### 伯備線、 Hakubi Line
倉敷市と鳥取県を結ぶ。
- 倉敷駅 くらしき Kurashiki
- 清音駅 きよね Kiyone
- 総社駅 そうじゃ Soja, Sōja
- 豪渓駅 ごうけい Goukei, Gōkei
- 日羽駅 ひわ Hiwa
- 美袋駅 みなぎ Minagi
- 備中広瀬駅 びっちゅうひろせ Bitchu-Hirose
- 備中高梁駅 びっちゅうたかはし Bitchu-Takahashi
- 木野山駅 きのやま Kinoyama
- 備中川面駅 びっちゅうかわも Bitchu-Kawamo
- 方谷駅 ほうこく Hōkoku
- 井倉駅 いくら Ikura
- 石蟹駅 いしが Ishiga
- 新見駅 にいみ Niimi
- 布原駅 ぬのはら Nunohara
- 備中神代駅 びっちゅうこうじろ Bitchu-Kōjiro
- 足立駅 あしだち Ashidachi
- 新郷駅 にいざと Niizato
- （鳥取県、 to Tottori Prefecture）

### 吉備線 Kibi Line
岡山市と総社市を結ぶ。
- 岡山駅 おかやま Okayama
- 備前三門駅 びぜんみかど Bizen-Mikado
- 大安寺駅 だいあんじ Daianji
- 備前一宮駅 びぜんいちのみや Bizen-Ichinomiya
- 吉備津駅 きびつ Kibitsu
- 備中高松駅 びっちゅうたかまつ Bitchu-Takamatsu
- 足守駅 あしもり Ashimori
- 服部駅 はっとり Hattori
- 東総社駅 ひがしそうじゃ Higashi-Soja, Higashi-Sōja
- 総社駅 そうじゃ Soja, Sōja

### 赤穂線 AkōLine
岡山市と兵庫県西部を結ぶ。
- 東岡山駅 ひがしおかやま Higashi-Okayama
- 大多羅駅 おおだら Oodara, Ōdara
- 西大寺駅 さいだいじ Saidaiji
- 大富駅 おおどみ Oodomi, Ōdomi
- 邑久駅 おく Oku
- 長船駅 おさふね Osafune
- 香登駅 かがと Kagato
- 伊部駅 いんべ Inbe
- 西片上駅 にしかたかみ Nishi-Katakami
- 備前片上駅 びぜんかたかみ Bizen-Katakami
- 伊里駅 いり Iri
- 日生駅 ひなせ Hinase
- 寒河駅 そうご Sougo, Sōgo
- （兵庫県、 to Hyogo Prefecture）

### 津山線 Tsuyama Line
岡山市と津山市を結ぶ。
- 岡山駅 おかやま Okayama
- 法界院駅 ほうかいいん Houkai-In, Hōkai-In
- 備前原駅 びぜんはら Bizen-Hara
- 玉柏駅 たまがし Tamagashi
- 牧山駅 まきやま Makiyama
- 野々口駅 ののくち Nonokuchi
- 金川駅 かながわ Kanagawa
- 建部駅 たけべ Takebe
- 福渡駅 ふくわたり Fukuwatari
- 神目駅 こうめ Koume, Kōme
- 弓削駅 ゆげ Yuge
- 誕生寺駅 たんじょうじ Tanjouji, Tanjōji
- 小原駅 おばら Obara
- 亀甲駅 かめのこう Kamenokou, Kamenokō
- 佐良山駅 さらやま Sarayama
- 津山口駅 つやまぐち Tsuyama-Guchi
- 津山駅 つやま Tsuyama

### 瀬戸大橋線 Seto-Ōhashi Line
岡山県と香川県を結ぶ。途中、瀬戸内海を横断する瀬戸大橋 (Great Seto Bridge) がある。正式には岡山駅～茶屋町駅間は宇野線、茶屋町駅から先が本四備讃線となる。
- 岡山駅 おかやま Okayama
- 大元駅 おおもと Oomoto, Ōmoto
- 備前西市駅 びぜんにしいち Bizen-Nishiichi
- 妹尾駅 せのお Senoo, Senō
- 備中箕島駅 びっちゅうみしま Bitchu-Mishima
- 早島駅 はやしま Hayashima
- 久々原駅 くぐはら Kuguhara
- 茶屋町駅 ちゃやまち Chayamachi
- 植松駅 うえまつ Uematsu
- 木見駅 きみ Kimi
- 上の町駅 かみのちょう Kaminocho, Kaminochō
- 児島駅 こじま Kojima
- （瀬戸大橋、香川県、 to Great Seto Bridge, Kagawa Prefecture）

### 宇野線 Uno Line
岡山市と玉野市を結ぶ。
- 岡山駅 おかやま Okayama
- 大元駅 おおもと Oomoto, Ōmoto
- 備前西市駅 びぜんにしいち Bizen-Nishiichi
- 妹尾駅 せのお Senoo, Senō
- 備中箕島駅 びっちゅうみしま Bitchu-Mishima
- 早島駅 はやしま Hayashima
- 久々原駅 くぐはら Kuguhara
- 茶屋町駅 ちゃやまち Chayamachi
- 彦崎駅 ひこさき Hikosaki
- 備前片岡駅 びぜんかたおか Bizen-Kataoka
- 迫川駅 はざかわ Hazakawa
- 常山駅 つねやま Tsuneyama
- 八浜駅 はちはま Hachihama
- 備前田井駅 びぜんたい Bizen-Tai
- 宇野駅 うの Uno

### 芸備線 Geibi Line
新見市と広島県広島市を結ぶ。
- 新見駅 にいみ Niimi
- 布原駅 ぬのはら Nunohara
- 備中神代駅 びっちゅうこうじろ Bitchu-Koujiro, Bitchu-Kōjiro
- 坂根駅 さかね Sakane
- 市岡駅 いちおか Ichioka
- 矢神駅 やがみ Yagami
- 野馳駅 のち Nochi
- （広島県、 to Hiroshima Prefecture）

### 姫新線 Kishin Line
岡山県の内陸部を東西に結ぶ。
- （兵庫県、 from Hyogo Prefecture）
- 美作土居駅 みまさかどい Mimasaka-Doi
- 美作江見駅 みまさかえみ Mimasaka-Emi
- 楢原駅 ならはら Narahara
- 林野駅 はやしの Hayashino
- 勝間田駅 かつまだ Katsumada
- 西勝間田駅 にしかつまだ Nishi-Katsumada
- 美作大崎駅 みまさかおおさき Mimasaka-Oosaki, Mimasaka-Ōsaki
- 東津山駅 ひがしつやま Higashi-Tsuyama
- 津山駅 つやま Tsuyama
- 院庄駅 いんのしょう Innosho, Innoshō
- 美作千代駅 みまさかせんだい Mimasaka-Sendai
- 坪井駅 つぼい Tsuboi
- 美作追分駅 みまさかおいわけ Mimasaka-Oiwake
- 美作落合駅 みまさかおちあい Mimasaka-Ochiai
- 古見駅 こみ Komi
- 久世駅 くせ Kuse
- 中国勝山駅 ちゅうごくかつやま Chugoku-Katsuyama, Chūgoku-Katsuyama
- 月田駅 つきだ Tsukida
- 富原駅 とみはら Tomihara
- 刑部駅 おさかべ Osakabe
- 丹治部駅 たじべ Tajibe
- 岩山駅 いわやま Iwayama
- 新見駅 にいみ Niimi

### 因美線 Inbi Line
鳥取県鳥取市と津山市を結ぶ。
- （鳥取県、 from Tottori Prefecture）
- 美作河井駅 みまさかかわい Mimasaka-Kawai
- 知和駅 ちわ Chiwa
- 美作加茂駅 みまさかかも Mimasaka-Kamo
- 三浦駅 みうら Miura
- 美作滝尾駅 みまさかたきお Mimasaka-Takio
- 高野駅 たかの Takano
- 東津山駅 ひがしつやま Higashi-Tsuyama

## 智頭急行 Chizu Express Company

### 智頭線
- （兵庫県、 from Hyogo Prefecture）
- 宮本武蔵駅 みやもとむさし Miyamoto-Musashi
- 大原駅 おおはら Oohara，Ōhara
- 西粟倉駅 にしあわくら Nishi-Awakura
- あわくら温泉駅 あわくらおんせん Awakura-Onsen
- （鳥取県、 to Tottori Prefecture）